# Sainte-Marie-du-Lac-Nuisement
Sainte-Marie-du-Lac-Nuisement – miejscowość i gmina we Francji, w regionie Grand Est, w departamencie Marna.
Według danych na rok 1990 gminę zamieszkiwało 237 osób, a gęstość zaludnienia wynosiła 14 osób/km².